# Tetreuaresta ellipa
Tetreuaresta ellipa är en tvåvingeart som först beskrevs av Friedrich Georg Hendel 1914.  Tetreuaresta ellipa ingår i släktet Tetreuaresta och familjen borrflugor. Inga underarter finns listade i Catalogue of Life.